# Charles Waddington
Charles Tzaunt Waddington, född den 19 juni 1819 i Milano, död den 18 mars 1914 i Saint-Georges-Buttavent, var en fransk filosof. Han var far till Albert Waddington samt kusin till Richard och William H. Waddington. 
Waddington, som tillhörde en protestantisk släkt av engelsk härkomst, blev 1848 docent och var 1871–1879 professor i filosofi vid Faculté des lettres i Paris. Han var från 1888 ledamot av Franska institutet. Bland hans skrifter kan nämnas De la psychologie d'Aristote (1848; belönt av Franska akademien med Monthyonska priset), Ramus - Sa vie, ses écrits et ses opinions (1855), Essais de logique (1858; prisbelönt av Franska akademien), De l'âme humaine, études de psychologie (1862) och De l'Autorité d'Aristote au Moyen Âge (1877).